# 奥西洛
奥西洛（義大利語：Osilo），是意大利萨萨里省的一个市镇。总面积98.19平方公里，人口3268人，人口密度33.3人/平方公里（2009年）。ISTAT代码为090050。